# 1896년 하계 올림픽 사이클 남자 100km
1896년 하계 올림픽 사이클 남자 100 km는 그리스 아테네에서 개최된 1896년 하계 올림픽 사이클의 세부 종목이다. 1896년 4월 8일에 네오 팔리론 벨로드롬에서 진행되었다. 5개국에서 9명의 선수가 참가하였으며 남자 경기만 열렸다. 경기는 100km의 거리로 진행되었으며, 이는 트랙 300바퀴에 해당하는 거리이다.

## 경기장
| 도시   | 경기장               |
| ------ | -------------------- |
| 아테네 | 네오 팔리론 벨로드롬 |

## 경기 결과
| 순위 | 선수                              | 기록                |
| ---- | --------------------------------- | ------------------- |
| 1    | 레온 플라멩 (FRA)                 | 3:08:19.2           |
| 2    | 게오르기오스 콜레티스 (GRE)       | 불명                |
| –    | 베른하르트 쿤벨 (GER)             | 41 km 지점에서 기권 |
| –    | 테오도르 로이폴트 (GER)           | 37 km 지점에서 기권 |
| –    | 에드워드 바텔 (GBR)               | 17 km 지점에서 기권 |
| –    | 아리스티디스 콘스탄티니디스 (GRE) | 16 km 지점에서 기권 |
| –    | 요제프 로제마이어 (GER)           | DNF                 |
| –    | 아돌프 슈말 (AUT)                 | DNF                 |
| –    | 요제프 벨첸바셔 (GER)             | DNF                 |

9명이 참가했지만 2명만 경기를 끝냈다. 우승자인 레온 플라멩은 경기중에 넘어졌지만 금메달을 따려고 다시 경기를 속개했다. 게오르기오스 콜레티스는 289바퀴를 돌고 플라멩 다음으로 경기를 끝냈다.

## 메달리스트
| 종목        | 금                   | 은                             | 동   |
| ----------- | -------------------- | ------------------------------ | ---- |
| 남자 100 km | 레온 플라멩 · 프랑스 | 게오르기오스 콜레티스 · 그리스 | 없음 |

## 참고 자료
- 국제 올림픽 위원회 - 1896년 하계 올림픽 트랙 사이클 경기 결과 (영어)
- Lampros, S.P.; Polites, N.G.; De Coubertin, Pierre; Philemon, P.J.; & Anninos, C. (1897). 《The Olympic Games: BC 776 – AD 1896》. Athens: Charles Beck. (Digitally available at  보관됨 2013-01-16 - 웨이백 머신)
- Mallon, Bill; & Widlund, Ture (1998). 《The 1896 Olympic Games. Results for All Competitors in All Events, with Commentary》. Jefferson: McFarland. ISBN 0-7864-0379-9. (Excerpt available at )
- Smith, Michael Llewellyn (2004). 《Olympics in Athens 1896. The Invention of the Modern Olympic Games》. London: Profile Books. ISBN 1-86197-342-X.